# 品川日出夫
品川 日出夫（しながわ ひでお、1942年 - ） は、日本の生物学者。大阪大学名誉教授。元日本遺伝学会会長。木原賞受賞。

## 人物・経歴
1964年国際基督教大学教養学部自然科学科卒業。1966年大阪大学大学院理学研究科修士課程修了。1969年プリンストン大学大学院生物学部修士課程修了、M.A.。1971年大阪大学微生物病研究所助手。1974年理学博士。1987年大阪大学微生物病研究所助教授。1992年大阪大学微生物病研究所教授。1995年日本分子生物学会評議員。2005年大阪大学微生物病研究所招へい教授、大阪大学名誉教授、バイオアカデミア株式会社代表取締役社長、日本遺伝学会会長。2015年阪大理生物同窓会会長。

## 受賞
- 2000年 木原賞[4][1]
- 2009年 DAY賞[2]
- 2020年 日本遺伝学会名誉会員[3]

## 翻訳
- J・L・ジンクス著『染色体によらない遺伝』共立出版 1973年

## 関連人物
- 石野良純[8]
- 岩﨑博史[8]